# این دیوار را در هم بشکن!
این دیوار را در هم بشکن! (انگلیسی: Tear down this wall!) چالشی بود که رونالد ریگان، رئیس‌جمهور ایالات متحده آمریکا در سخنرانی خود در ۱۲ ژوئن ۱۹۸۷ در کنار دروازه براندنبورگ برلین غربی ایراد کرد و از میخائیل گورباچف دبیر کل حزب کمونیست اتحاد جماهیر شوروی خواست دیوار برلین را تخریب کند.
اگرچه سخنرانی ریگان در آن زمان پوشش رسانه ای نسبتا کمی داشت، اما پس از فروپاشی دیوار برلین در سال ۱۹۸۹ به طور گسترده ای شناخته و مشهور شد. در دوران پس از جنگ سرد، اغلب به عنوان یکی از به یاد ماندنی ترین سخنرانی های یک رئیس جمهور آمریکا در برلین پس از سخنرانی جان اف کندی "من یک برلینی هستم" در سال ۱۹۶۳ بود.

## پیش زمینه
تا پیش از سخنرانی «این دیوار را خراب کنید» نخستین باری نبود که ریگان به موضوع دیوار برلین می پرداخت. او در یک بازدید از برلین غربی در ژوئن ۱۹۸۲ اظهار داشت: "می خواهم از رهبران شوروی یک سؤال بپرسم [...] چرا دیوار آنجاست؟" در سال ۱۹۸۶، ۲۵ سال پس از ساخت دیوار، ریگان در پاسخ به یک روزنامه آلمان غربی که از وی پرسید چه زمانی می توان دیوار را برداشت، گفت: "من از مسئولان می خواهم که [امروز] آن را پایین بکشند."
یک روز قبل از سفر ریگان در سال ۱۹۸۷، ۵۰.۰۰۰ نفر علیه حضور رئیس جمهور آمریکا در برلین غربی تظاهرات کردند. این شهر پس از جنگ جهانی دوم شاهد بزرگترین استقرار پلیس در تاریخ خود بود.در طول این دیدار، بخش های وسیعی از برلین برای جلوگیری از تظاهرات ضد ریگان بیشتر بسته شد.

## سخنرانی
با ورود به برلین غربی در روز جمعه، ۱۲ ژوئن ۱۹۸۷، ریگان و همسرش به رایشستاگ برده شدند و در آنجا دیوار را از ایوانگاه تماشا کردند. ریگان سپس سخنرانی خود را در دروازه براندنبورگ در ساعت ۲۰۰ بعد از ظهر، در مقابل دو شیشه ضد گلوله که او را از برلین شرقی محافظت می کرد، ایراد کرد. در میان تماشاگران، رئیس جمهور آلمان غربی، ریشارد فون وایتسکر، صدراعظم آلمان غربی، هلموت کهل، و ابرهارد دیپگن، شهردار برلین غربی بودند. وی در این سخنرانی گفت:
ما از تغییر و اصلاحات استقبال می کنیم. زیرا ما بر این باوریم که آزادی و امنیت در کنار هم هستند و پیشرفت آزادی بشر تنها می تواند باعث تقویت آرمان صلح جهانی شود.
یک نشانه وجود دارد که می تواند حسن نیت شوروی نشان دهد، که به طور چشمگیری باعث پیشرفت آزادی و صلح می شود. دبیر کل گورباچف، اگر به دنبال صلح هستید، اگر به دنبال رفاه برای اتحاد جماهیر شوروی و اروپای شرقی هستید، اگر به دنبال آزادسازی هستید: بیایید اینجا به این دروازه! آقای گورباچف، این دروازه را باز کنید! آقای گورباچف این دیوار را درهم بشکن!— رونالد ریگان، کتابخانه رونالد ریگان

## پاسخ و میراث سخنرانی
مجله تایم ۲۰ سال بعد نوشت که این سخنرانی "پوشش نسبتا کمی از رسانه ها" دریافت کرد. جان کورنبلوم، دیپلمات ارشد ایالات متحده در برلین در زمان سخنرانی ریگان، و سفیر ایالات متحده در آلمان از سال 1997 تا 2001، گفت: «[سخنرانی] تا سال 1989، پس از فروریختن دیوار، واقعاً به وضعیت فعلی (مشهور شدن سخنرانی) خود ارتقاء پیدا نکرد. حاکمان کمونیست آلمان شرقی تحت تأثیر قرار نگرفتند و این سخنرانی را «تظاهراتی پوچ از سوی یک جنگجوی سرد» نامیدند، همانطور که بعداً توسط گونتر شابفسکی، عضو دفتر سیاسی، یادآور شد. آژانس مطبوعاتی تاس شوروی ، ریگان را به ایراد «یک سخنرانی تحریک آمیز و جنگ افروزانه آشکار» متهم کرد.
هلموت کهل، صدراعظم سابق آلمان غربی گفت که "او هرگز ایستادن در نزدیکی ریگان را در زمانی که گورباچف را برای فروریختن دیوار برلین به چالش کشید، فراموش نخواهد کرد. او برای جهان، به ویژه برای اروپا، یک شانس بود".
ریگان در مصاحبه ای مدعی شد که پلیس آلمان شرقی به مردم اجازه نزدیک شدن به دیوار را نمی دهد و این امر باعث می شود که شهروندان اصلا نتوانند سخنرانی را تجربه کنند.

پیتر رابینسون، سخنرانی‌نویس کاخ سفید که این سخنرانی را تهیه کرد، گفت که عبارت "این دیوار را خراب کنید" از گفتگو با اینگبورگ الز از برلین غربی الهام گرفته شده است. در گفتگو با رابینسون، الز خاطرنشان کرد: "اگر این مرد گورباچف در صحبت های خود در مورد گلاسنوست و پرسترویکا جدی باشد، می تواند با خلاص شدن از این دیوار آن را ثابت کند."

## جستار های وابسته
- رونالد ریگان
- میخائیل گورباچف
- من یک برلینی هستم
- امپراتوری شر
- آلمان شرقی
- دیوار برلین
- برلین غربی
- ایالات متحده آمریکا
- اتحاد جماهیر شوروی سوسیالیستی